# Gonagyra metabrachys
Gonagyra metabrachys là một loài bướm đêm trong họ Noctuidae.